# امانه (تقسیمات اداری)
امانه (عربی: أمانة) یک اصطلاح عربی است که برای شهرداری یا بلدیه به کار می‌رود.
در برخی کشورهای عربی از آن به عنوان شهرداری پایتخت یاد می‌شود